# Incidente de Samu
El incidente de Samu tuvo lugar el 13 de noviembre de 1966 cuando tropas israelíes llevaron a cabo un ataque sobre la aldea de Samu, al sur de Hebrón, en la que mataron a 15 soldados y 3 civiles jordanos e hirieron a otros 130, además de demoler 125 casas, una clínica, una escuela y una fábrica. También mataron a 3 civiles e hirieron a otros. El ejército israelí declaró que el ataque había sido realizado en represalia por un atentado terrorista palestino ocurrido tres días antes. El ataque sobre Samu sobrepasó "en vidas humanas y destrucción el total de los distintos actos de terrorismo realizados contra las fronteras de Israel".

## Antecedentes

### Causas mediatas
Los ataques guerrilleros palestinos venían siendo usados por algunos países árabes directamente implicados en la lucha contra Israel, fundamentalmente Siria y Egipto (este último, ya desde los años 50). Constituían un método efectivo para atacar a Israel y, además, eran de utilidad para los dirigentes árabes, pues de esta forma cosechaban mayores índices de popularidad ante buena parte del pueblo árabe.[cita requerida] Por otro lado, no hacían falta grandes sumas de dinero para financiar los ataques, que así podían ser perpetrados con asiduidad; así por ejemplo, durante 1965, al-Asifa (la Tormenta), el brazo armado de Fatah, recibió el apoyo de Siria para llevar a cabo treinta y cinco ataques, según estimaciones israelíes, y ciento diez según cálculos palestinos.[cita requerida]
Ello no obstante, Israel solía responder con ataques en represalia; buen ejemplo de ello es la represalia que tuvo lugar en Qibya (Cisjordania), en octubre de 1951, cuando un contingente de tropas de las Fuerzas de Defensa de Israel mandado por Ariel Sharón (por aquel entonces, con el rango de mayor), voló docenas de casas, resultando muertos sesenta y nueve civiles. Según Sharon, estas muertes se produjeron de forma involuntaria[cita requerida], aunque un observador de la ONU afirmó que "la misma historia se repetía una y otra vez: la puerta acribillada, los cuerpos esparcidos en el umbral, indicando que los habitantes habían sido forzados mediante intenso fuego a permanecer en el interior hasta que las casas fueron voladas junto con ellos". Los actos de insurgencia palestina, junto con el temor de Israel a un rearme egipcio y su deseo de obtener armas y una alianza con Francia y Reino Unido, constituyeron las causas de la segunda guerra árabe-israelí, conocida en Israel como la Campaña del Sinaí y en el mundo árabe como la Agresión Tripartita.
Buena parte de los ataques provenían de Cisjordania, territorio anexo a Israel y ocupado por Jordania desde la guerra árabe-israelí de 1948. Mediada la década de los 60, unos veintiséis grupos guerrilleros con nombres como las "Juventudes de la venganza" y los "Héroes del regreso" perpetraban atentados con asiduidad.[cita requerida] El 30 de abril de 1966, un contingente de paracaidistas del ejército israelí voló veintiocho casas en Rafat, en el norte de Cisjordania, resultando muertos once civiles.[cita requerida]

### Causas inmediatas
Poco después de que, el 4 de noviembre de 1966, Siria y Egipto firmaran un acuerdo defensivo, se sucedieron otros once ataques, resultando en las muertes de siete israelíes; otros doce resultaron heridos.[cita requerida] La mayoría de los ataques fueron perpetrados desde Jordania.[cita requerida] Cuando algunos militares de alto rango de las I.D.F. exigieron la toma de represalias al primer ministro Levi Eshkol, éste respondió: "Estoy tomando nota de todo".[cita requerida] Después imploró para que los Estados Unidos intercedieran ante Siria y Jordania para que éstos frenaran a los grupos guerrilleros.[cita requerida] El embajador estadounidense en Tel Aviv, Walworth "Wally" Barbour, dijo que había que pensárselo, añadiendo: "Quiero que sepa que la situación podría llevarnos a más enfrentamientos.En ocasiones debemos actuar después de pensarlo más de una vez".[cita requerida]
A su vez, Eshkol rechazó el asesoramiento del jefe de Estado Mayor de las fuerzas de las Naciones Unidas, el general noruego Odd Bull, quien declaró que "las autoridades jordanas hacían cuanto podían para impedir la infiltración palestina". De hecho, hasta el comienzo de la guerra de los Seis Días en 1967, las tropas jordanas mataron a más palestinos que intentaban cruzar a Israel que a israelíes. No obstante, según informaciones provenientes de la inteligencia israelí, las autoridades jordanas se limitaban a detener a los terroristas para liberarlos días después.[cita requerida]
En cambio, algunos historiadores recientes apuntan al deseo de Israel de generar un clima de conflicto con sus vecinos árabes en la escalada de tensión que acabaría llevando a la guerra de los Seis Días. Avi Shlaim apunta a las palabras de Isaac Rabin, a la sazón Jefe del Estado Mayor del ejército israelí, sobre la humillación que supuso este ataque para el rey Hussein de Jordania: "no teníamos motivos políticos ni militares" dijo Rabin "para llegar a una confrontación con Jordania o para humillar a Hussein".

#### Desencadenante
El 10 de noviembre, un vehículo de la policía militar israelí topó con una mina frente a un sector de la frontera entre Israel y Cisjordania cercano a Hebrón, resultando en las muertes de tres policía militares israelíes; un cuarto resultó herido.
Consciente de las posibles consecuencias, Hussein escribió una carta de condolencia a Eshkol, reforzando su compromiso para con la seguridad fronteriza israelo-jordana. La remitió a la embajada estadounidense en Amán, que a su vez se la envió a la embajada estadounidense en Tel Aviv; Barbour hubiera debido enviar la misiva a Eshkol con la máxima urgencia, pero pensó que podría esperar hasta después del fin de semana (cuando Barbour la recibió era viernes).[cita requerida]
Fue justo ese fin de semana cuando Israel decidió perpetrar una represalia a gran escala lanzada a plena luz del día, con tanques y protección aérea. Ezer Weizman, alto oficial del ejército israelí, dijo: "En 1966 ya no podemos llevar a cabo un ataque en represalia propio de 1955".[cita requerida] Abba Eban, ministro de Asuntos Exteriores, normalmente pacífico, estaba de acuerdo, al igual que la mayor parte del Gabinete.[cita requerida] Eshkol añadió: "Hemos tomado la decisión de que la responsabilidad de los ataques no sólo afecte a los respectivos Gobiernos sino también a las personas que cobijan y ayudan a estas bandas"; para subrayar a continuación que no deseaba ni bajas civiles ni enfrentamiento alguno con la Legión Árabe jordana.[cita requerida]

## La represalia
Poco antes del amanecer del 13 de noviembre, una fuerza acorazada del ejército israelí compuesta por diez tanques, cuarenta y cinco vehículos blindados semioruga y unos cuatro mil hombres penetró en Cisjordania acompañada de aviones de combate Mirage. La operación Trituradora, como se la denominó, consistía en castigar núcleos poblacionales cercanos a Hebrón cuyos habitantes, o al menos algunos de ellos, habían colaborado supuestamente con Fatah. Se pretendía al mismo tiempo intimidar a sirios y jordanos. Según los informes de inteligencia, no se esperaba la presencia de la Legión Árabe jordana en la zona. Además, la Fuerza Aérea de Israel proporcionaría apoyo aéreo.[cita requerida]
Los israelíes llegaron primeramente a Rujm al-Madfal, diez millas al suroeste de Hebrón, y destruyeron la comisaría de policía de la localidad, previo desalojo de la misma. No se registraron víctimas mortales.[cita requerida]
Después, las fuerzas israelíes avanzaron hacia Samu, localidad de cinco mil habitantes que constituía una plataforma de vital importancia para los insurgentes palestinos.[cita requerida] Los habitantes del lugar, o al menos la mayoría de ellos, acataron la orden israelí de reunirse en la plaza principal del pueblo.[cita requerida] Entonces, zapadores de la Brigada Paracaidista dinamitaron más de 120 casas, una escuela, un hospital y una fábrica dentro de la localidad y en sus alrededores.
Fue hacia las 7:30 a. m. cuando un contingente de reconocimiento de los paracaidistas israelíes comunicó la presencia de tropas jordanas, que se acercaban desde el noroeste. Se trataba de unos cien integrantes de la Brigada de Infantería Hittin en un convoy de veinte vehículos; el contingente jordano estaba al mando del general de brigada Bahjut al-Mushin. Las tropas jordanas se dirigían a Yatta, un pueblo cercano a Hebrón; y la carretera por la que circulaban pasaba por Samu.[cita requerida]
Los israelíes tendieron una emboscada a las tropas jordanas. En el enfrentamiento, que se desarrolló en Samu, 15 soldados jordanos murieron y 54 resultaron heridos. En torno a unas tres cuartas partes del convoy fueron destruidas. El fuego jordano resultó en la muerte del comandante en jefe del contingente israelí, el coronel Yoar Shaham; además, 10 paracaidistas israelíes resultaron heridos. En el transcurso del combate, 3 civiles palestinos murieron y 96 resultaron heridos. Según el ejército israelí, 40 casas fueron destruidas, si bien Naciones Unidas estableció una cifra 3 veces mayor.
Mientras se desarrollaba el combate en tierra, aviones Hawker Hunter de la Real Fuerza Aérea Jordana combatían contra la Fuerza Aérea de Israel, consiguiendo ésta derribar uno de los aviones de aquella.[cita requerida]

## Consecuencias
Aunque aparentemente Israel pretendía que, debido a la represalia padecida, y por miedo a más castigos, los palestinos pidieran al monarca hachemita que hiciera un mayor esfuerzo para acabar con la insurgencia palestina, un gran número de ciudadanos palestinos clamaron por el derrocamiento del rey Huséin de Jordania. Se desencadenaron revueltas en buena parte de Cisjordania; en lugares como Hebrón, Jerusalén Este y Nablus, las oficinas gubernamentales fueron apedreadas y se quemaron retratos y efigies del Rey. La Legión Árabe terminó por abrir fuego, provocando que murieran cuatro cisjordanos y que docenas resultaran heridos.[cita requerida] En palabras de Ian Black, "las violentas manifestaciones en Jerusalén Este y Cisjordania dieron al rey la alarmante impresión de que se había despertado un sentimiento anti-jordano y un nacionalismo palestino".
Por otro lado, el Consejo de Seguridad de Naciones Unidas condenó el ataque mediante su Resolución 228, criticando unánimemente a Israel por haber violado la Carta de las Naciones Unidas y los Acuerdos Generales de Armisticio, e instando a Israel a no cometer más este tipo de represalias. El embajador estadounidense ante la ONU, Arthur Goldberg, declaró que "en vidas humanas y destrucción [el ataque a Samu] sobrepasa el total de los distintos actos de terrorismo realizados contra las fronteras de Israel", añadiendo: "Quiero dejar absolutamente claro que esta acción militar a gran escala no puede justificarse, explicarse o excusarse por los incidentes que la precedieron, y en los que el gobierno de Jordania no estuvo implicado".
El Gobierno de los EE. UU. criticó el ataque, pues consideró que parecía un intento de destruir el régimen de Hussein, de carácter prooccidental (y por lo tanto, valioso para los EE. UU.) a pesar de la clase de vecinos que lo rodeaban (Egipto y Siria, prosoviéticos, sobre todo esta última). Washington afirmó que, además, Amán había aceptado la petición israelí de mantener sus tanques Patton al este del río Jordán, compromiso que quizás no podría mantener ahora con una Cisjordania en rebeldía.[cita requerida]
Durante una visita a Washington, Eban escuchó del Subsecretario de Estado de los EE. UU., Nicholas Katzenbach, una recriminación dirigida a los israelíes por haber empujado a Hussein a un "infierno, complicándole la vida a la persona equivocada [...]. Ahora deben atenerse a las consecuencias". Robert W. "Mab Bob" Komer, representante en el Consejo de Seguridad Nacional de Estados Unidos, criticó a Israel por "haber abierto una nueva fuente de problemas en el Próximo Oriente y haber destruido la doctrina estadounidense del equilibrio político, que había permitido el mantenimiento del statu quo en Jordania y su alejamiento de toda acción emprendida por Egipto, Siria o los propios palestinos".[cita requerida]
Komer le preguntó a Eban por qué Israel había atacado a Jordania si el único "Gobierno que defendía el uso del terrorismo era Siria, cuyo ataque sí hubiese resultado comprensible" (la palabra Gobierno la pronunció con énfasis). El Consejero de Seguridad Nacional Walter Whitman Rostow llegó a insinuar que Israel: "...por alguna razón maquiavélica, quería un régimen izquierdista en el margen izquierdo [del río Jordán] para contar así con una situación bipolarizada en la que los rusos apoyarían a los árabes y los EE.UU., a Israel. De este modo, este último país evitaría una situación comprometida como la presente, en la que uno de sus aliados entre las grandes potencias también es aliado de un país árabe".[cita requerida]
Eban intentó defender a su país catalogando el ataque a Samu como un "ejercicio con el empleo de una fuerza limitada" fracasado por "circunstancias imprevistas". Eshkol envió una carta al Presidente estadounidense Lyndon Baines Johnson en la que admitía haber cometido un error, pero solicitando comprensión por la difícil situación por la que atravesaba Israel. Sólo obtuvo la callada por respuesta. Después, envió una misiva de condolencia a Hussein, en la que también le declaraba su apoyo inapelable a la integridad territorial jordana. La carta había de llegar a través del Departamento de Estado de los Estados Unidos, mas éste no accedió a ello.[cita requerida]
En cuanto a la política interna de Israel, Eshkol le dijo al secretario del Mapai: "Después de Samu [...] los países árabes han comprendido de qué va este negocio". Para a continuación añadir: "Ahora ya saben a qué nos referíamos cuando juramos que no toleraríamos asesinatos en este territorio ni haríamos concesión alguna, ni nos quedaríamos sin reaccionar". No obstante, muchos Ministros, así como muchos altos oficiales de las I.D.F., criticaron el ataque.[cita requerida] Yitzhak Rabin, que como Jefe del Estado Mayor del ejército israelí era el principal responsable del ataque, ofreció presentar su dimisión, aunque finalmente permanecería en su puesto).
El mayor perjudicado por el ataque israelí a Samu fue el rey Hussein de Jordania pues, en su calidad de líder árabe prooccidental (y potencia ocupante de Cisjordania), mantenía tensas relaciones con El Cairo y Damasco. Radio El Cairo ya había acusado a Hussein de liderar un complot de la CIA para conquistar Siria y confabularse con Israel contra Egipto,[cita requerida] y culpó al monarca hachemita de no permitir la entrada de tropas saudíes e iraquíes en territorio cisjordano, dejándoselo en bandeja a Israel. Damasco denunció que el ataque a Samu fue el resultado de un complot entre "el régimen reaccionario jordano y el imperialismo sionista".[cita requerida]
Hussein era el líder de un país con un alto porcentaje de población palestina cuya lealtad hacia él era precaria, y eran frecuentes las críticas de la ciudadanía de ascendencia palestina hacia su persona. Así, Ahmed Shukeiri, líder de la OLP, afirmó que "el Ammán de 1948 es el Ammán de 1966, nada ha cambiado", mientras que Radio El Cairo arengaba a la Legión Árabe jordana para derrocar al monarca hachemita.[cita requerida] Hussein imaginaba diversas situaciones en las que Israel se expandiría territorialmente a costa de Cisjordania, debido a la debilidad de su régimen y a la fuerza de Egipto y Siria, a los que no se atrevería a atacar. Dado el caso, los Estados árabes se mantendrían al margen y los palestinos se rebelarían. Más tarde, Hussein ilegalizaría a la OLP, a la par que intentaría parecer conciliador distribuyendo armas entre los cisjordanos y estableciendo el reclutamiento para ellos.[cita requerida]
El Consejo de Defensa de la Liga Árabe, celebrado en El Cairo el 15 de diciembre de 1966, adquirió un marcado tono antijordano, debido a sus fracasos a la hora de proteger Cisjordania y cumplir con sus compromisisos para con el Mando Árabe Unido. Los jordanos replicaron preguntando por qué la Fuerza Aérea de Egipto no había intentado unirse a la R.J.A.F. para contrarrestar el ataque israelí a Samu, entre otras críticas. A todo esto siguieron numerosas acusaciones entre los Estados árabes. Esta situación hizo que el líder egipcio Gamal Abdel Nasser, en un discurso pronunciado el 22 de febrero de 1967, jugara con las palabras árabes ahil ("rey") y ahir ("zorra"), llamando a Hussein "la zorra de Jordania". A resultas de ello, Hussein llamó a consultas a su embajador en El Cairo y expulsó al cónsul sirio en Jerusalén Este.[cita requerida] En la reunión del 14 de marzo del Consejo de Defensa Árabe, el delegado jordano rehusó sentarse junto a Shukeiri. Egipcios y sirios acusaron a Hussein de estar en colusión con los israelíes para desviar las aguas del Jordán y de comprar armas estadounidenses, mientras que jordanos, saudíes, tunecinos y marroquíes se conchabaron para boicotear futuras sesiones del Consejo de Defensa Árabe.[cita requerida]
El incidente de Samu, por su repercusión en las relaciones entre Israel y los EE. UU., las Naciones Unidas y los países árabes, así como entre los propios países árabes, se cuenta entre las causas mediatas de la guerra de los Seis Días.